# آرثر إتش. لانديس
آرثر إتش. لانديس (بالإنجليزية: Arthur H. Landis)‏ (21 نوفمبر 1917، برمنغهام في الولايات المتحدة - 27 يناير 1986، لوس أنجلوس في الولايات المتحدة)؛ كاتِب ومؤلِّف، مؤرخ وروائي أمريكي.